# A. M. Lang

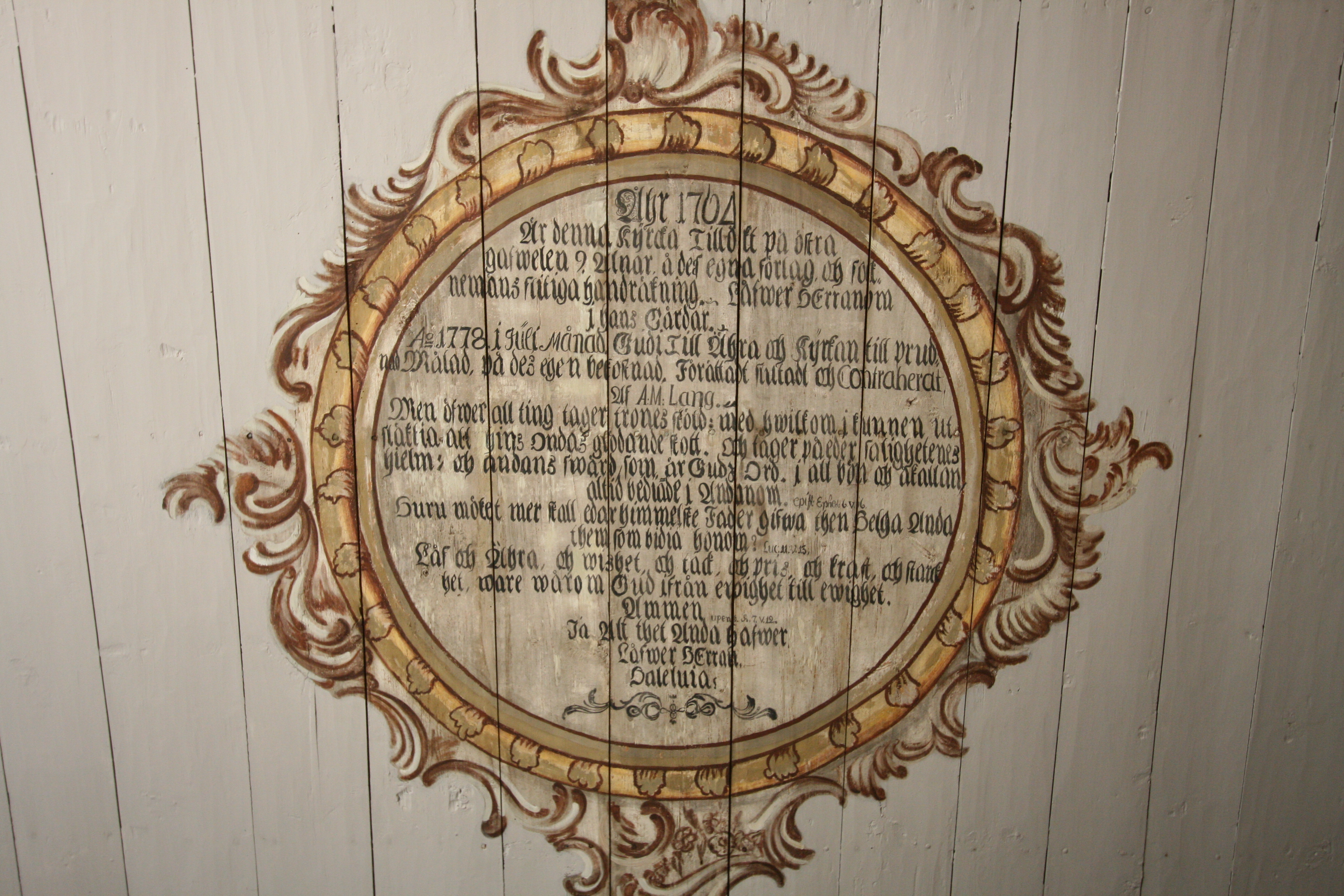
Delar av takmålningen i Vesene kyrka

A. M. Lang var en svensk allmoge- och kyrkomålare, verksam i slutet av 1700-talet.
Lang var verksam i Västergötland och utförde ett antal dekorationsmålningar. För Vesene kyrka utförde han 1778 en större dekorationsmålning i taket utförd i en enkel rokokostil med allmogemaner i färgerna grått, svalt blått och med inslag av svagt rött. Dessutom utförde han dekorativa målningar i Lindärva kyrka och Hangelösa kyrka.   